# Sean King O'Grady
Sean King O'Grady és un director i productor de cinema estatunidenc amb seu a Michigan.  Va fer el seu debut com a director amb We Need to Do Something (2021).  Després va fer el seu segon treball de direcció amb The Mill (2023).  O'Grady també va ser productor de la pel·lícula de 2022 I Love My Dad i de la pel·lícula del 2024 Mr. Crocket.
A l'octubre de 2024, O'Grady residia al Comtat d'Oakland (Michigan).

## Filmografia

### Com a director
- We Need to Do Something (2021)
- The Mill (2023)

### Com a productor
- For Lovers Only (2011)
- In a World... (2013; productor executiu)
- Big Sur (2013; co-productor)
- The Assistant (2019; productor executiu)
- Dinner in America (2020; productor executiu)
- I Love My Dad (2022)
- The Listener (2022)
- The Mill (2023)
- Mr. Crocket (2024)